# Cornelis Taats

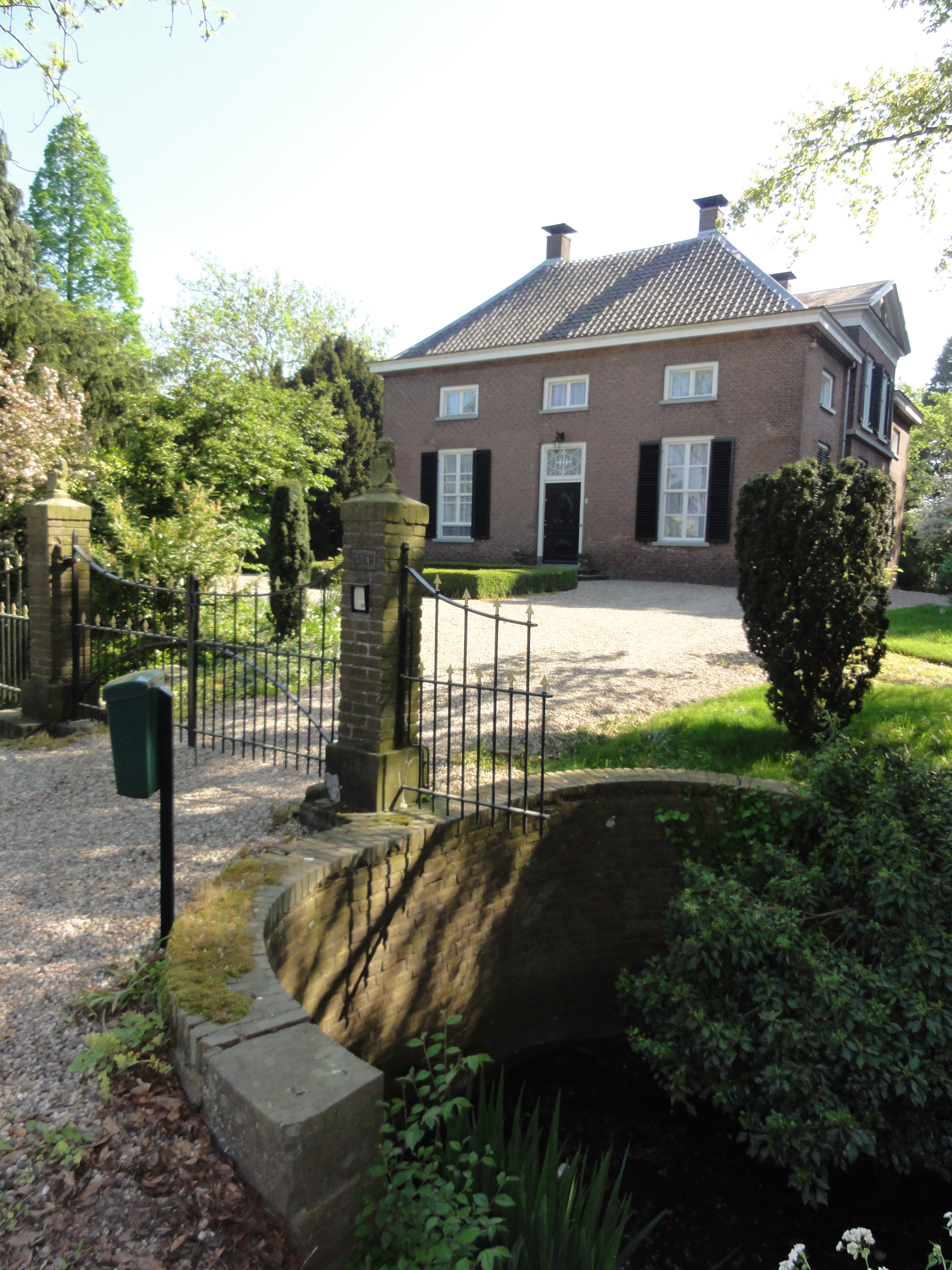
Huis Den Esch, gebouwd in opdracht van burgemeester Taats in 1840

Cornelis Taats (Dodewaard, 31 oktober 1790 – 25 januari 1864) was burgemeester van Dodewaard van 1827 tot aan zijn dood in 1864.
Taats liet in 1840 het huis Den Esch aan de Kerkstraat bouwen. Dit pand heeft tegenwoordig de status van Rijksmonument.
In 1844 kocht hij het Huis te Andelst, dat hij twee jaar later liet slopen.